# Łodzianka (Łódź)
Łodzianka – od 1946 roku osiedle w północnej części Łodzi, w dzielnicy Bałuty. Administracyjnie wchodzi w skład osiedla Wzniesień Łódzkich. Jest to niewielkie osiedle o peryferyjnym położeniu. Rozpościera się wzdłuż ulicy Łodzianka i jej przecznic, blisko granicy miasta.
Przed włączeniem do Łodzi w 1946 roku do wsi Łodzianka należała także odległa eksklawa, odpowiadająca środkowej części dzisiejszego osiedla Moskule.

## Historia
Dawniej samodzielna wieś (kolonia), od 1867 w gminie Dobra w powiecie brzezińskim. W okresie międzywojennym należały do powiatu brzezińskiego w woj. łódzkim. W 1921 roku liczba mieszkańców wynosiła 33. 1 września 1933 utworzono gromadę (sołectwo) Wilanów w granicach gminy Dobra, obejmującą wsie Wilanów A, Wilanów B i Łodzianka. Podczas II wojny światowej włączona do III Rzeszy.
Po wojnie Łodzianka powróciła na krótko do powiatu łódzkiego woj. łódzkim, lecz już 13 lutego 1946 włączono ją – wraz z jej odległą eksklawą) – do Łodzi.